# Вайнберг, Моисей Самуилович
Моисе́й (Мечи́слав) Самуи́лович Ва́йнберг (в довоенных документах пол. Mojsze Wajnberg — Мо́йше Ва́йнберг; 12 января или 8 декабря 1919, Варшава, Польская Республика — 26 февраля 1996, Москва, Россия) — советский композитор. Народный артист РСФСР (1980). Лауреат Государственной премии СССР (1990). Автор 26 симфоний (из них 4 камерные), 7 опер и других произведений практически во всех современных ему жанрах.

## Биография
Родился в Варшаве в семье дирижёра и композитора еврейского театра Шмуэла (Самуила Моисеевича) Вайнберга (1883—1943) и актрисы еврейского театра на идише Сони Вайнберг (Суры-Двойры Штерн (Котлицкой); 1888—1943), в 1916 году переселившихся из Кишинёва в Варшаву после кратковременного пребывания в Лодзи. Самуил Моисеевич Вайнберг руководил оркестром в варшавском еврейском театре «Скала», где Моисей Вайнберг с десятилетнего возраста играл на фортепиано в сопровождающем постановки оркестре, а впоследствии был музыкальным руководителем нескольких постановок. Вместе с отцом участвовал в музыкальном сопровождении кинофильма «Fredek uszczęśliwia świat» (1936). В том же году участвовал в премьере фортепианного трио Анджея Пануфника вместе со скрипачом Станиславом Яжембским (сыном профессора консерватории Юзефа Яжембского) и виолончелистом Исааком Бакманом (в некоторых источниках ошибочно Иосиф). В 1939 году он окончил Варшавскую консерваторию как пианист по классу Юзефа Турчиньского. В том же году выступал в составе трио с братьями Бакман — Шимоном (скрипка, пол. Szymon Bakman, 1910—1975) и Исааком (виолончель, пол. Izaak Bakman, 1917—1942).
С началом Второй мировой войны в сентябре 1939 года бежал в СССР; его семья, остававшаяся в Варшаве (родители и младшая сестра Эстер), была депортирована в Лодзинское гетто и в дальнейшем погибла в концентрационном лагере Травники. Вайнберг первоначально обосновался в Минске и некоторое время учился в Минской консерватории в классе композиции Василия Золотарёва. В 1941 году был эвакуирован в Ташкент, где познакомился с Дмитрием Шостаковичем — это знакомство оказало на Вайнберга большое влияние. В 1943 году вместе с Шостаковичем вернулся в Москву.
В феврале 1953 года был арестован как зять С. М. Михоэлса и как «прибывший из-за границы». Ходатайство об освобождении Вайнберга писали Д. Д. Шостакович и Н. И. Пейко, однако Вайнберг остался за решеткой. Освобождён после смерти Сталина, впоследствии реабилитирован.
Вайнберг как пианист исполнял и записывал свою камерную инструментальную музыку, в том числе — фортепианный квинтет op. 18 (в ансамбле с квартетом им. Бородина).
С 1954 года активно писал музыку для кино. Одним из первых советских композиторов начал использовать тембры электромузыкальных инструментов в фильмах «Последний дюйм» (1958) и «Барьер неизвестности» (1961), в записи саундтреков к которым участвовал «Квинтет электромузыкальных инструментов» И. М. Варовича. Популярность приобрели песни Вайнберга к фильмам «Укротительница тигров» (1954) и «Летят журавли» (1957), музыка к мультфильмам о Винни-Пухе (1969, 1971, 1972), «Каникулы Бонифация» (1965) и др.
Музыку Вайнберга исполняли и записывали дирижёры Юрий Аранович, Рудольф Баршай, Антоний Вит, Кирилл Кондрашин, Теодор Курентзис, Владимир Федосеев, Габриэль Хмура, Марк Эрмлер. К произведениям композитора обращались выдающиеся музыканты-инструменталисты Эмиль Гилельс, первым исполнивший произведения Вайнберга на сцене и открывший его как композитора, Леонид Коган, Давид Ойстрах, Мстислав Ростропович, Даниил Шафран, Гидон Кремер.
Умер 26 февраля 1996 года в Москве. Похоронен на 49-м участке Домодедовского кладбища.

## Рецепция
В XXI веке интерес к музыке Вайнберга возрождается, в частности благодаря усилиям Елизаветы Блюминой, Гидона Кремера, Линуса Рота, Мирги Гражините-Тилы, Юрия Кальница, Марины Тарасовой. В 2010 году на оперном фестивале в Брегенце состоялась мировая премьера его оперы «Пассажирка» (дирижировал постановкой Т. Курентзис); были записаны также оперы «Идиот» (по Достоевскому) и «Поздравляем» (по Шолом-Алейхему). Полные циклы квартетов Вайнберга осуществили квартет Данель и Силезский струнный квартет, записывает Arcadia Quartet. В 2017 году в Москве по инициативе газеты «Музыкальное обозрение» и Большого театра прошёл Международный форум «Композитор Моисей Вайнберг (1919—1996). Возвращение.
К 100‑летию со дня рождения в 2019».

## Об имени
Композитор на протяжении жизни пользовался разными именами. В свидетельстве о рождении, прошении о приёме в консерваторию и публикациях о еврейском театре предвоенной Польши упоминается как Мойше Вайнберг (пол. Mojsze Wajnberg). В советское время композитор был известен как Моисей Самуилович Вайнберг, что нашло отражение в нотных публикациях и грамзаписях советского периода. Среди друзей он был известен под уменьшительным именем Метек. В последние годы жизни композитор стал использовать имя Мечислав, под которым он главным образом и известен в иностранных публикациях (англ. Mieczysław Weinberg).

## Семья
- Первая жена (1943—1970) — Наталья Соломоновна Вовси-Михоэлс (1921—2014), дочь народного артиста СССР Соломона Михоэлса, выпускница театроведческого факультета ГИТИСа, автор книги «Мой отец Соломон Михоэлс» (1997); дочь — Виктория (англ. Victoria Bishops, род. 1944), внучка Катя[19][20][21].
- Вторая жена (1970—1996) — Ольга Юльевна Рахальская (род. 1943), дочь психиатра Юлия Егидовича Рахальского[22]; дочь — Анна Вайнберг, филолог[23].
- Двоюродный брат (сын старшей сестры его отца Хаи Моисеевны Вайнберг) — беспартийный делопроизводитель Военно-революционного комитета Бакинской коммуны Исай Абрамович (Ицхок Аврумович) Мишне (1896—1918) — был расстрелян в 1918 году в составе 26 бакинских комиссаров[24][25]. Двоюродная сестра Софья Абрамовна Мишне (1899, Кишинёв — 1944, Москва) была замужем за скульптором В. И. Ингалом.

## Произведения
Симфонии и симфониетты
- Симфония № 1, соч. 10 (1942)
- Симфония № 2 для струнного оркестра, соч. 30 (1946)
- Симфония № 3, соч. 45 (1949)
- Симфония № 4 ля минор, соч. 61 (1957)
- Симфония № 5 фа минор, соч. 76 (1962)
- Симфония № 6 ля минор, соч. 79 (с хором мальчиков, 1962—1963)
- Симфония № 7 до мажор для струнных и клавесина, соч. 81 (1964)
- Симфония № 8 «Цветы Польши», соч. 83 (1964)
- Симфония № 9 «Уцелевшие строки», соч. 93 (1940—1967)
- Симфония № 10 ля минор, соч. 98 (для струнного оркестра с солирующими скрипкой, альтом, виолончелью и контрабасом, 1968)
- Симфония № 11 «Праздничная», соч. 101 (1969)
- Симфония № 12 «Памяти Дмитрия Шостаковича», соч. 114 (1975—1976)
- Симфония № 13, соч. 115 (1976)
- Симфония № 14, соч. 117 (1977)
- Симфония № 15 «Я верю в эту Землю», соч. 119 (1977)
- Симфония № 16, соч. 131 (1981)
- Симфония № 17 «Память», соч. 137 (1982—1984)
- Симфония № 18 «Война — жёстче нету слова», соч. 138 (1982—1984)
- Симфония № 19 «Светлый май», соч. 142 (1986)
- Симфония № 20, соч. 150 (1988)
- Симфония № 21 «Кадиш», соч. 152 (1991)
- Симфония № 22, соч. 154 (1994, не оркестрована)
- Камерная симфония № 1 для струнного оркестра, соч. 145 (1987)
- Камерная симфония № 2 для струнного оркестра и литавр, соч. 147 (1987)
- Камерная симфония № 3 для струнного оркестра, соч. 151 (1990)
- Камерная симфония № 4 для кларнета и струнного оркестра, соч. 153 (1992)
- Симфониетта № 1, соч. 41 (1948)
- Симфониетта № 2 для струнного оркестра и литавр, соч. 74 (1960)

Концерты и другие произведения для солирующего инструмента и оркестра
- Концертино для скрипки и струнного оркестра, соч. 42 (1948)
- Концерт для виолончели с оркестром, соч. 43 (1948), ранее — Концертино для виолончели со струнным оркестром
- «Молдавская рапсодия» для скрипки с оркестром, соч. 47 № 3 (1949)
- Фантазия для виолончели с оркестром, соч. 52 (1951—1953)
- Концерт для скрипки с оркестром, соч. 67 (1959)
- Концерт № 1 для флейты с оркестром, соч. 75 (1961)
- Концерт для трубы с оркестром, соч. 94 (1966—1967)
- Концерт для кларнета и струнного оркестра, соч. 104 (1970)
- Концерт № 2 для флейты с оркестром, соч. 148 (1987)

Другие сочинения для оркестра
- «Симфоническая поэма», соч. 6 (1941)
- Сюита для малого оркестра, соч. 26 (1939—1945)
- 2 балетные сюиты, соч. 40 (1947)
- «Рапсодия на молдавские темы», соч. 47 № 1 (1949)
- Сюита «Польские напевы», соч. 47 № 2 (1949)
- Серенада, соч. 47 № 4 (1949)
- Симфоническая поэма «Рассвет», соч. 60 (1957)
- «Симфонические песни», соч. 68 (1959)
- 6 балетных сцен, соч. 113 (1973—1975)
- Симфоническая поэма «Знамёна мира», соч. 143 (1986)

Оперы
- «Меч Узбекистана», в соавторстве с М. Бурхановым, без № соч., 1942
- «Пассажирка», соч. 97 (1967—1968). Премьера состоялась в 2010 году в Брегенце и Варшаве)
- «Мадонна и солдат», соч. 105 (1970)
- «Любовь д’Артаньяна», соч. 109 (1971)
- «Поздравляем!», соч. 111 (1975)
- «Леди Магнезия», соч. 112 (1975)
- «Портрет», соч. 128 (1980)
- «Идиот», соч. 144 (1985—1986, премьера оперы состоялась в 2013 году в Мангейме)[26] Московская премьера оперы (в постановке Евг. Арье) прошла в Большом театре в феврале 2017 г.

Оперетты
- «Золотое платье», соч. 129 (1980)

Балеты
- «Золотой ключик», соч. 55 (1954—1955). Балет возник из музыки написанной Вайнбергом для детских спектаклей из цикла «Приключения Димки», В. Н. Коростылев, М. Г. Львовский. Музыка для балета была написана в 1954—1955 г., в 1961 г. Вайнберг завершил работу над второй редакцией, в 1964 г., в соответствии с новыми музыкальными тенденциями того времени, была сделана переработка в четыре оркестровые сюиты. Популярна 4-я сюита из балета.
- «Белая хризантема», соч. 64 (1958)

Кантаты и вокально-симфонические сочинения
- «Дневник любви», 1965
- «Пётр Плаксин» (на стихи Ю. Тувима, 1966)
- «Реквием» (на тексты Ф. Г. Лорки, Д. Б. Кедрина, С. Тисдейл и др., 1967)

Струнные квартеты
- № 1 ор. 2 (1937)
- № 2 ор. 3 (1940)
- № 3 ор. 14 (1944)
- № 4 ор. 20 (1945)
- № 5 ор. 27 (1945)
- № 6 ор. 35 (1946)
- № 7 ор. 59 (1957)
- № 8 ор. 66 (1959)
- № 9 ор. 80 (1963)
- № 10 ор. 85 (1964)
- № 11 ор. 89 (1965—1966)
- № 12 ор. 103 (1969—1970)
- № 13 ор. 118 (1977)
- № 14 ор. 122 (1978)
- № 15 ор. 124 (1979)
- № 16 ор. 129—130 (1981)
- № 1 (рекомпозиция) ор. 141 (1986)
- № 17 ор. 146 (1987)

Камерная и сольная инструментальная музыка
- 3 пьесы для скрипки и фортепиано без ор. (1934)
- Ария для струнного квартета ор. 9 (1942)
- Каприччио для скрипки и фортепиано ор. 11 (1943)
- Соната № 1 для скрипки и фортепиано ор. 12 (1943)
- Соната № 2 для скрипки и фортепиано ор. 15 (1944)
- Фортепианный квинтет ор. 18 (1944)
- Соната № 1 для виолончели и фортепиано ор. 21 (1945)
- Фортепианное трио ор. 24 (1945)
- Соната для кларнета и фортепиано ор. 28 (1945)
- 12 миниатюр для флейты и фортепиано ор. 29 (1946)
- Соната № 3 для скрипки и фортепиано ор. 37 (1947)
- Соната № 4 для скрипки и фортепиано ор. 39 (1947)
- Сонатина для скрипки и фортепиано op. 46 (1949)
- Струнное трио ор. 48 (1950)
- Соната № 5 для скрипки и фортепиано ор. 53 (1953)
- Соната № 2 для виолончели и фортепиано op. 63 (1958—1959)
- Соната для двух скрипок ор. 69 (1959)
- Соната № 1 для виолончели соло ор. 72 (1960)
- Соната № 1 для скрипки соло ор. 82 (1964)
- Соната № 2 для виолончели соло ор. 86 (1965)
- Соната № 2 для скрипки соло ор. 95 (1967)
- 24 прелюдии для виолончели соло ор. 100 (1968)
- Соната № 3 для виолончели соло ор. 106 (1971)
- Соната № 1 для альта соло ор. 107 (1971)
- Соната для контрабаса соло ор. 108 (1971)
- Соната № 2 для альта соло ор. 123 (1978)
- Соната № 3 для скрипки соло ор. 126 (1979)
- Трио для флейты, альта и арфы (или фортепиано) ор. 127 (1979)
- Соната для фагота соло ор. 133
- Соната № 3 для альта соло ор. 135 (1982)
- Соната № 4 для альта соло ор. 136 (1983)
- Соната № 6 для скрипки и фортепиано op. 136bis (1982)
- Соната № 4 для виолончели соло ор. 140 (1986)

Произведения для фортепиано
- 2 мазурки без ор. (1933)
- Колыбельная ор. 1 (1935)
- Соната № 1 ор. 5 (1940)
- Соната № 2 ор. 8 (1942)
- «Детская тетрадь № 1» ор. 16 (1944)
- «Детская тетрадь № 2» ор. 19 (1944)
- «Детская тетрадь № 3» ор. 23 (1945)
- Соната № 3 ор. 31 (1946)
- 21 лёгкая пьеса ор. 34 (1946)
- Сонатина ор. 49 (1951)
- Партита ор. 54 (1954)
- Соната № 4 op. 56 (1955)
- Соната № 5 ор. 58 (1956)
- Соната № 6 ор. 73 (1960)

Музыка к театральным постановкам
- 1951 — «Студенты» В. Лившица (Театр имени Пушкина)
- 1954 — «Несбыточные мечты Кинолы» Бальзака (Театр ЦДСА)
- 1965 — «Варшавский набат» В. Коростылёва (ТЮЗ)
- 1982 — «Три сестры» А. П. Чехова (Московский театр «Современник»)

Музыка к кино- и мультфильмам
- 1948 — Полкан и Шавка
- 1950 — Дедушка и внучек
- 1953 — Храбрый Пак
- 1954 — Два друга
- 1954 — Укротительница тигров
- 1954 — На лесной эстраде
- 1954 — Танюша, Тявка, Топ и Нюша
- 1956 — Двенадцать месяцев
- 1956 — Лесная история
- 1956 — Медовый месяц
- 1957 — Летят журавли
- 1958 — Шофёр поневоле
- 1958 — Последний дюйм
- 1960 — Мост перейти нельзя
- 1960 — Яша Топорков
- 1960 — Про козла
- 1960 — Последние залпы
- 1961 — Барьер неизвестности
- 1961 — Фунтик и огурцы
- 1962 — Суд сумасшедших
- 1962 — Необыкновенный город
- 1963 — Улица Ньютона, дом 1
- 1964 — Топтыжка
- 1964 — Можно и Нельзя
- 1964 — Кто поедет на выставку?
- 1965 — Каникулы Бонифация
- 1965 — Перекличка
- 1965 — Они не пройдут
- 1965 — Гиперболоид инженера Гарина
- 1966 — По тонкому льду
- 1966 — Серая болезнь
- 1967 — Фокусник
- 1967 — Татьянин день
- 1967 — Крепкий орешек
- 1968 — Бег иноходца
- 1969 — Винни-Пух
- 1970 — Быль-небылица
- 1971 — Винни-Пух идёт в гости
- 1971 — Самый младший дождик[27]
- 1972 — Винни-Пух и день забот
- 1972 — За всё в ответе
- 1973 — Нейлон 100 %
- 1973 — Товарищ генерал
- 1974 — Царевич Проша
- 1975 — Афоня
- 1975 — Честное волшебное
- 1976 — Как Иванушка-дурачок за чудом ходил
- 1977 — Марка страны Гонделупы
- 1979 — Соловей
- 1979 — Шествие золотых зверей
- 1979 — Ушастик и его друзья
- 1980 — Тегеран-43 (использованная музыка)
- 1982 — Ослиная шкура
- 1983 — Лев и Бык
- 1983 — О странностях любви
- 1984 — И вот пришёл Бумбо…
- 1987 — Сказка про влюблённого маляра
- 1989 — Отче наш

## Премии и достижения
- Заслуженный деятель искусств РСФСР (30.06.1971)
- Народный артист РСФСР (17.09.1980)
- Государственная премия СССР (1990)